# 妙経寺 (豊島区)
妙経寺（みょうきょうじ）は、東京都豊島区にある日蓮宗の寺院。

## 歴史
1912年（大正元年）、日経によって開山された。その後、1935年（昭和10年）に岡山県の最上稲荷の関東別院となり、1955年（昭和30年）に「妙経寺」の寺号が公称された。
当寺は日蓮宗の寺であるが、最上稲荷関東別院ということもあり、神仏習合の影響を色濃く残している。本尊の「最上位経王大菩薩」とは稲荷神のことである。そういう経緯もあり、境内には鳥居もある。

## 交通アクセス
- 北池袋駅より徒歩5分。